# ZSU-57-2
ZSU-57-2, sovjetski samovozni protuzrakoplovni top. Napravljen je na osnovi podvozja tenka T-55 na koji je postavljena četvrtasta kupola s dva topa S-36 kalibra 57 m. Namijenjen je osiguranju oklopno-mehaniziranih kolona od djelovanja zrakoplova na manjim visinama.
U praksi se najviše koristio za gađanje ciljeva na zemlji jer posjeduje samo optički ciljnik tako da nije osobito djelotvoran u borbi protiv zrakoplova, a pogotovo u otežanim meteouvjetima.